# VH1 Indonésia
VH1 Indonésia é a versão indonésia do VH1, lançado em 3 de janeiro de 2004. Na Indonésia, as licenças VH1 são realizadas pela Media Nusantara Citra em parceria com a Viacom.

## Programas
- VH1 Zodiac
- VH1 The Best Mix
- VH1 Band It Like...
- VH1 The Rock
- VH1 The Legendary Album
- VH1 Time Machine
- VH1 Top 50 Classics
- VH1 Asli Indonesia
- VH1 Absolute Divas
- VH1 Sounds of 1980's and 1990-1993
- VH1 After 2000
- VH1 Dancefloor
- VH1 Favorite
- VH1 The Greatest Love Songs
- VH1 Love Pedestrian